# Multiplexe
Ne doit pas être confondu avec multiplex.
 (mars 2013).
Si vous disposez d'ouvrages ou d'articles de référence ou si vous connaissez des sites web de qualité traitant du thème abordé ici, merci de compléter l'article en donnant les références utiles à sa vérifiabilité et en les liant à la section « Notes et références ».

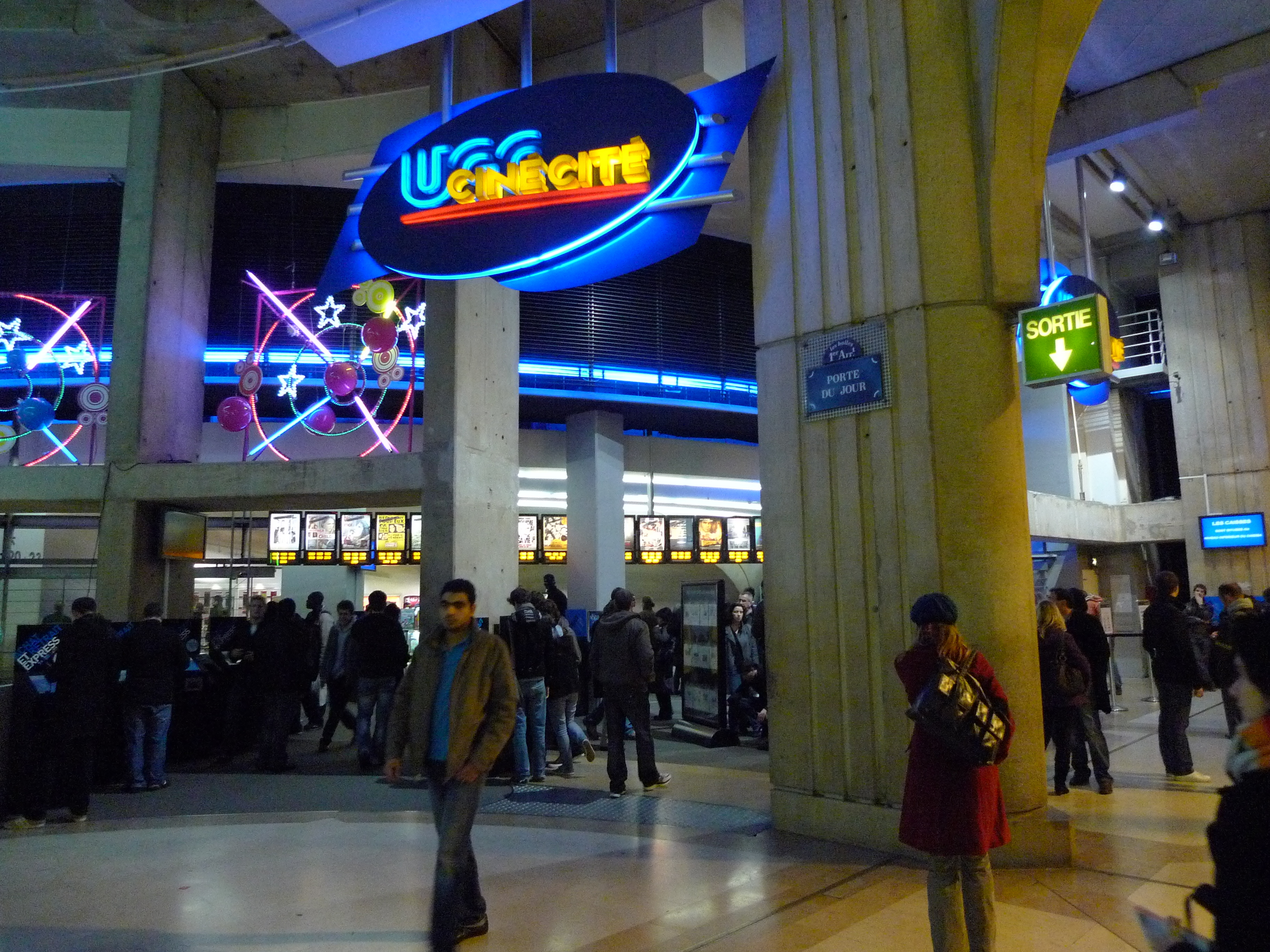
L'entrée du multiplexe UGC Ciné Cité des Halles à Paris, le cinéma le plus fréquenté du monde

Un multiplexe cinématographique est un complexe cinématographique comptant au minimum huit salles de cinéma réunies en un seul établissement, afin de pouvoir proposer au public à toute heure d'ouverture une grande diversité de films. Ils sont prévus pour accueillir un grand nombre de spectateurs, avec des facilités d'accès. Ils sont généralement situés en périphérie des villes avec de grands parkings, ou alors au cœur des villes dans des zones facilement accessibles (dans des centres commerciaux notamment).
Apparus dans les années 1990 en France et venus remplacer les complexes, ces établissements innovent dans le secteur de l'exploitation cinématographique en facilitant leur accès (à travers notamment les parkings), en pensant le parcours client (via de larges halls d'accueil, permettant aux spectateurs de ne plus attendre à l'extérieur) et en proposant un accueil standardisé (avec un personnel formé). Le premier est ouvert en 1993 à Toulon par le groupe Pathé (Chargeurs à l'époque, détenu par Jérôme Seydoux), puis rapidement les autres grands réseaux suivront (UGC développe les "Ciné Cité", notamment avec Les Halles en 1995, CGR, Gaumont, etc.). On dénombre ainsi 233 multiplexes en 2020, soit 11,4 % des établissements cinématographiques mais ils concentrent plus de 40 % des fauteuils et réalisent près de 60 % des entrées.
Les films projetés sont généralement des blockbusters, américains ou d'autre nationalité. Toutefois, il serait réducteur de limiter leur programmation à cette seule catégorie de films. Ils ont ainsi pu contribuer à l'émergence des films de banlieue et certains d'entre eux peuvent miser sur de l'Art et Essai. Leur investissement important oblige à une rentabilité à long terme et donc une concentration sur les "films porteurs". Une part des revenus provient également de la vente de friandises et de boissons.

## Caractéristiques
Il existe de nombreuses définitions du multiplexe, la plus simple étant le nombre de salles minimum fixé à 8. Une raison historique a abouti à une telle définition. Au début des années 1990, le terme n'est pas très bien défini, ni juridiquement ni parmi les professionnels. En 1996, la définition se précise. En effet, un projet de multiplexe de 12 salles dans la zone commerciale "Mondeville 2", près de Caen, est proposé. Rapidement, Jean-Marie Girault, le maire et sénateur, et Marcel Hoste, président de la Chambre de Commerce et de l'Industrie, se positionnent contre. Ils vont pour cela faire appel à Francis Saint-Ellier, député du Calvados, afin de soumettre la construction des multiplexes à une autorisation administrative via un amendement à la loi Royer. Ainsi, à partir d'avril 1996, les établissements cinématographiques de plus de 2 000 fauteuils doivent obtenir l'aval de la commission départementale d'équipement commercial, évaluant le risque de suréquipement. En juillet 1996, une commission spécifique est créée : la Commission Départementale d’Équipement Cinématographique. Le seuil est alors abaissé à 1 500 fauteuils. Il sera réduit par la suite à 1 000 en 1998 pour finir par atteindre 300 en 2003. Il y a alors une déconnexion entre ce seuil et la définition des multiplexes (un plancher à 300 sièges est beaucoup trop bas pour qualifier un établissement de multiplexe). Les engagements de programmation, assurant la diversité des propositions filmiques des établissements cinématographiques, vont s'étendre aux cinémas de 8 salles ou plus en 2010. Ce sera donc cette dernière définition qui sera retenue pour catégoriser les multiplexes. 
Mais cette définition n'est pas totalement satisfaisante, en effet, elle ne tient pas compte de la taille de la population située sur la zone de chalandise de l'établissement. Pour des métropoles regroupant plusieurs millions d'habitants, un nombre de huit écrans est relativement faible alors qu'il peut être très élevé pour de plus petites agglomérations. Les multiplexes regroupent certaines spécificités. Ils sont en général situés sur des nœuds de communication en périphérie de grandes et moyennes agglomérations, faciles d'accès et disposant d'un grand parking. Ils offrent une large panoplie de services annexes (confiserie, bars, bornes d'arcade...). Les salles sont relativement petites (environ 300 places). Ils disposent d'une très haute qualité technique (projection, son, confort des sièges). Les multiplexes disposent d'un personnel nombreux et bien formé. Plus qu'un concept comptable, il s'agit donc bien d'un concept commercial. À toute heure, le spectateur doit pouvoir voir un film adapté à ses attentes en moins d'une demi-heure, de plus, le temps d'attente entre l'arrivée et le début de la séance doit être rempli par des services annexes comme des bars, confiseries, librairies. La part de ces services annexes devient de plus en plus importante, de sorte que certains multiplexes réalisent plus de bénéfices sur les confiseries que sur les films eux-mêmes, le film tend alors à devenir un produit d'appel.

## Le pari de Kinepolis
En 1988, le groupe Kinepolis construit le premier multiplexe d'Europe à Bruxelles. Le bâtiment est construit à la périphérie de Bruxelles, il est doté d'un grand parking et est construit sur un principe simple, une allée centrale avec de chaque côté 12 salles identiques. Les salles sont relativement petites, les rangées de sièges sont placées sur des gradins, les fauteuils sont confortables, les projecteurs sont lumineux, équipés des toutes dernières technologies en matière de reproduction du son, le concept de multiplexe crée un nouveau standard qualitatif en matière de projection cinématographique. Cette nouvelle approche laisse la profession sceptique, les cinémas du centre-ville de Bruxelles ne croient pas que les spectateurs vont se déplacer jusqu'en périphérie pour voir des films. Les promoteurs ne sont pas non plus très confiants. Pour assurer une reconversion facile en cas d'échec, le bâtiment est conçu pour pouvoir être facilement transformé en parking, une rampe d'accès pour voiture est même construite, rampe toujours présente aujourd'hui et qui sert aux spectateurs à accéder à l'entrée des salles. Le nouveau standard qualitatif attire de nombreux spectateurs et plusieurs exploitants du centre-ville incapables de reproduire ces standards se voient contraints de fermer leurs établissements. Le premier multiplexe d'Europe est un succès, il ne sera pas transformé en parking et commence à faire frémir tous les mono-écrans et les complexes d'Europe.

## Les premiers multiplexes en France
Les opérateurs français sont plus attentistes que leurs voisins européens. En effet, dans l'Hexagone, le parc de salles est moins touché par la crise, grâce à une certaine cinéphilie de la population française et un système de soutien plus poussé. Les premiers multiplexes français arrivent en 1993, avec le Pathé Grand Ciel dans la banlieue de Toulon. Rapidement, les projets se multiplient et les groupes se positionnent en proposant leur propre conception de cette innovation. Ainsi, le groupe Chargeurs, avec Jérôme Seydoux à la tête (Pathé) investira sur les services proposés et la qualité des projections (IMAX, confiserie en self service…). UGC lance UGC Ciné Cité et s'installe plutôt en centre-ville, avec des projets phares (Les Halles, Bercy, au centre de Bordeaux…). CGR se spécialise dans les villes moyennes et en banlieue, se démarquant par une très bonne maîtrise financière des projets. Des indépendants se lancent également, comme Megarama, Ciné'Alpes ou encore Grand Ecran. Ces investissements sont importants, un multiplexe coûte entre 8 et 20 millions d'euros et devient rentable en une dizaine d'années. Toutefois, ils ont poussé toute l'exploitation cinématographique à se renouveler, amenant un regain de fréquentation : la barre des 200 millions d'entrées est régulièrement franchie dans les années 2010, avant la crise du Covid.

## Liste des plus gros multiplexes en Europe
Source : Les chiffres clefs du cinéma européen, les multiplexes en Europe au 1er janvier 2005, MEDIA salles

### Allemagne
UCI ouvre le premier multiplexe allemand en 1990, UCI Kinowelt Hürth Park, à Hürth, près de Cologne, avec 2 347 sièges et 14 salles.
| Nom                       | Lieu     | Exploitant               | Écrans | Sièges | Date d'ouverture |
| ------------------------- | -------- | ------------------------ | ------ | ------ | ---------------- |
| Cinemaxx Potsdamer Platz  | Berlin   | Cinemaxx                 | 19     | 3 539  | 1998             |
| Cinecittà                 | Nürnberg | Wolfram Weber            | 18     | 4 386  | 2001             |
| CinemaxX                  | Essen    | Cinemaxx                 | 16     | 5 370  | 1991             |
| UCI Kinowelt Ruhr Park    | Bochum   | UCI                      | 14     | 3 354  | 1991             |
| CineStar - Der Filmpalast | Dortmund | Greater union filmpalast | 14     | 3 706  | 1997             |
| UCI Kinowelt Hürth Park   | Hürth    | UCI                      | 14     | 2 347  | 1990             |
| Cinedom                   | Köln     | Constantin               | 14     | 3 748  | 1991             |
| Mathäser der Filmpalast   | Munich   | Kinopolis                | 14     | 4 283  | 2003             |

### Autriche
| Nom                          | Lieu            | Exploitant      | Écrans | Sièges | Date d'ouverture |
| ---------------------------- | --------------- | --------------- | ------ | ------ | ---------------- |
| Millenium Tower              | Vienne          | UCI             | 21     | 3 521  | 2001             |
| Cineplexx Palace             | Vienne          | Constantin      | 14     | 3 168  | 1999             |
| Hollywood Megaplex Donauplex | Vienne          | Constantin      | 13     | 3 186  | 2001             |
| Hollywood Megaplex           | Pasching        | Hueber          | 12     | 2 664  | 1995             |
| Apollo - Das Kino            | Vienne          | Constantin      | 12     | 2 160  | 1999             |
| Hollywood Megaplex Gasometer | Vienne          | Hueber          | 12     | 2 902  | 2001             |
| Cineplexx World              | Graz Puntigam   | Constantin      | 11     | 2 800  | 1999             |
| Cineplexx World              | Linz            | Constantin      | 10     | 2 381  | 1999             |
| Cineplexx World              | Wals-Siezenheim | Constantin      | 10     | 2 554  | 1999             |
| Village Cinema               | Vienne          | Village cinemas | 10     | 1 704  | 2000             |
| CineStar Filmpalast          | Vienne          | Constantin      | 10     | 2 300  | 2001             |
| Cineplexx Wienerberg         | Vienne          | Constantin      | 10     | 2 309  | 2002             |

### Belgique
Multiplexes de 14 salles ou plus
| Nom                 | Lieu      | Exploitant                 | Écrans | Sièges | Date d'ouverture |
| ------------------- | --------- | -------------------------- | ------ | ------ | ---------------- |
| Kinepolis Bruxelles | Bruxelles | Kinepolis                  | 25     | 7 547  | 1988             |
| Metropolis Antwerp  | Anvers    | Kinepolis                  | 24     | 8 368  | 1993             |
| UGC Antwerpen       | Anvers    | UGC                        | 17     | 3 649  | 1997             |
| Kinepolis Liège     | Liège     | Kinepolis                  | 16     | 4 595  | 1997             |
| UGC Toison d’Or     | Bruxelles | UGC                        | 14     | 2 943  | 1999             |
| Cinépointcom        | Charleroi | Empire                     | 14     | 3 310  | 1998             |
| Kinepolis Hasselt   | Hasselt   | Kinepolis                  | 14     | 3 421  | 1996             |
| Imagix Mons         | Mons      | Groupe Carpentier - Imagix | 14     | 3 822  | 1993             |

### Bulgarie
| Nom                         | Lieu  | Exploitant              | Écrans | Sièges | Date d'ouverture |
| --------------------------- | ----- | ----------------------- | ------ | ------ | ---------------- |
| Arena                       | Sofia | Alexandra Group Holding | 15     | 3 020  | 2003             |
| Multiplex United New Cinema | Sofia | United New cinema       | 8      | 944    | 2002             |

### Danemark
| Nom            | Lieu       | Exploitant        | Écrans | Sièges | Date d'ouverture |
| -------------- | ---------- | ----------------- | ------ | ------ | ---------------- |
| Palads Teatret | Copenhague | Nordisk film      | 17     | 2 282  | 1978             |
| Kinopalaeet    | Lyngby     | Sandrew Metronome | 11     | 1 865  | 2001             |
| BioCity        | Aalborg    | Nordisk film      | 10     | 1 470  | 2004             |
| CinemaxX       | Copenhague | Cinemaxx          | 10     | 3 096  | 2000             |

### Espagne
| Nom                              | Lieu                          | Exploitant                          | Écrans | Sièges | Date d'ouverture |
| -------------------------------- | ----------------------------- | ----------------------------------- | ------ | ------ | ---------------- |
| Cines Full                       | Cornella de Llobregat (SPLAU) | Cines Full                          | 28     | 2 800  | 2010             |
| Kinepolis Ciudad de la Imagen    | Madrid                        | Kinepolis                           | 25     | 9 195  | 1998             |
| AMC Las Rozas                    | Las Rozas                     | AMC                                 | 24     | 5 054  | 1999             |
| Kinepolis Paterna                | Paterna                       | Kinepolis                           | 24     | 8 194  | 2001             |
| AMC Parc Vallès                  | Terrassa                      | AMC                                 | 24     | 5 276  | 1998             |
| Opcion                           | Alcorcón                      | Cinebox                             | 23     | 5 189  | 2002             |
| UGC Ciné-Cité Getafe             | Getafe                        | UGC                                 | 20     | 5 044  | 2001             |
| Yelmo Cineplex Plaza Mayor       | Málaga                        | Yelmo Cineplex                      | 20     | 4 900  | 2002             |
| AMC Festival Park                | Marratxi                      | AMC                                 | 20     | 3 878  | 2002             |
| Nervión Plaza                    | Sevilla                       | Cinesur                             | 20     | 4 379  | 1998             |
| AMC Diagonal Mar                 | Barcelona                     | AMC                                 | 18     | 4 122  | 2001             |
| Multicines Tenerife              | La Laguna                     | UCC                                 | 18     | 2 600  | 1998             |
| UGC Ciné-Cité                    | Los Barrios                   | UGC                                 | 18     | 4 006  | 2003             |
| UGC Ciné-Cité Valladolid         | Zaratán                       | UGC                                 | 18     | 4 186  | 2002             |
| Box Parque Corredor              | Torrejon                      | Circuito español de ciné            | 17     | 4 024  | 1995             |
| Cinebox Plaza Mar 2              | Alicante                      | Cinébox                             | 16     | 2 890  | 2004             |
| Max Center                       | Baracaldo                     | Coliséo                             | 16     | 2 327  | 1994             |
| Heron City                       | Barcelona                     | Cinésa                              | 16     | 3 909  | 2001             |
| UGC Ciné-Cité Mendez Alvaro      | Madrid                        | UGC                                 | 16     | 3 329  | 1997             |
| Yelmo Cineplex R. de la Victoria | Rincón de la Victoria         | Yelmo Cinéplex                      | 16     | 3 580  | 2002             |
| Ciné Oscar Les Gavarres          | Tarragona                     | Tarragona Cinémes                   | 16     | 1 926  | 1998             |
| UGC Ciné Cité                    | Valencia                      | UGC                                 | 16     | 2 115  | 2004             |
| Yelmo Cineplex TresAguas         | Alcorcón                      | Yelmo Cinéplex                      | 15     | 4 150  | 2002             |
| Cinesa Xanadu                    | Arroyomolinos                 | Compania Iniciativas y Espectaculos | 15     | 3 549  | 2003             |
| Yelmo Cineplex Icaria            | Barcelona                     | Yelmo Cinéplex                      | 15     | 2 190  | 1996             |
| Al Andalus Multicines            | Borujos                       | Megaocio                            | 15     | 3 000  | 2002             |
| Cinema 2000                      | Granada                       | Cinema Andalucia 2000               | 15     | 2 877  | 2000             |
| Alhambra                         | Granada                       | UCC                                 | 15     | 1 525  | 1999             |
| Filmax Gran Vía                  | Hospitalet                    | Grupo Filmax                        | 15     | 3 819  | 2002             |
| Jerez                            | Jerez de la Frontera          | UCC                                 |        | 674    | 1996             |
| Dreams Cinema Palacio de Hielo   | Madrid                        | D.C. Campo de las Naciones          | 15     | 4 274  | 2003             |
| Porto Pi                         | Palma de Mallorca             | Muliticines Porto PI                | 15     | 2 660  | 1995             |
| Ocimax                           | Palma de Mallorca             | Muliticines Porto PI                | 15     | 2 916  | 2003             |
| Kinepolis Granada                | Pulianas                      | Kinepolis                           | 15     | 4 710  | 2004             |
| ABACO                            | San Vicente Villena           | Abacociné                           | 15     | 2 954  | 2004             |
| Las Vias                         | Ciudad Real                   | Cinés Castillo                      | 14     | 2 400  | 2002             |
| Llobregat                        | Corneilla de Llobregat        | Multicinés Llobregat                | 14     | 2 380  | 1995             |
| Yelmo Cineplex Los Prados        | Oviedo                        | Yelmo Cinéplex                      | 14     | 2 790  | 2002             |
| Bahia Mar                        | Puerto de Santa Maria         | UCC                                 | 14     | 2 500  | 2003             |
| Lys                              | Valencia                      | Clariano                            | 14     | 3 746  | 2001             |
| Yelmo Cineplex Gorbeia           | Vitoria                       | Yelmo Cinéplex                      | 14     | 3 008  | 2001             |

### France
Multiplexes de 8 salles ou plus.
| Nom                                               | Lieu                            | Département           | Exploitant                              | Écrans | Sièges  | Date d'ouverture            |
| ------------------------------------------------- | ------------------------------- | --------------------- | --------------------------------------- | ------ | ------- | --------------------------- |
| UGC Ciné Cité les Halles                          | Paris                           | Paris                 | UGC                                     | 27     | 3 913   | 1995                        |
| Kinépolis - Château du Cinéma                     | Lille                           | Nord                  | Kinepolis                               | 23     | 7 286   | 1996                        |
| UGC Ciné Cité Strasbourg                          | Strasbourg                      | Bas-Rhin              | UGC                                     | 22     | 5 400   | 2000                        |
| MK2 Bibliothèque                                  | Paris                           | Paris                 | MK2                                     | 20     | 3 500   | 2003                        |
| UGC Ciné Cité Bercy                               | Paris                           | Paris                 | UGC                                     | 18     | 4 392   | 1998                        |
| Megarama Villeneuve-la-Garenne                    | Villeneuve-la-Garenne           | Hauts-de-Seine        | Megarama                                | 18     | 3 693   | 1996                        |
| UGC Ciné Cité Part-Dieu                           | Lyon                            | Métropole de Lyon     | UGC                                     | 18     | 3 101   | 1980 (ancien) 2021 (actuel) |
| UGC Ciné Cité Bordeaux                            | Bordeaux                        | Gironde               | UGC                                     | 18     | 2 874   | Inconnu                     |
| Gaumont Multiplexe Montpellier                    | Montpellier                     | Hérault               | Pathé Cinémas                           | 17     | 3 868   | 1998                        |
| Megarama Bastide-Bordeaux                         | Bordeaux                        | Gironde               | Megarama                                | 17     | 2 990   | 1999                        |
| Gaumont Grand-Quevilly                            | Grand-Quevilly                  | Seine-Maritime        | Pathé Cinémas                           | 16     | 3 862   | 1999                        |
| Pathé Belle Épine                                 | Thiais                          | Val-de-Marne          | Pathé Cinémas                           | 16     | 3 725   | 1993                        |
| Gaumont Valenciennes                              | Valenciennes                    | Nord                  | Pathé Cinémas                           | 16     | 3 710   | 1998                        |
| Gaumont IMAX                                      | Labège                          | Haute-Garonne         | Pathé Cinémas                           | 16     | 3 644   | 1996                        |
| UGC Ciné Cité La Défense                          | Puteaux                         | Hauts-de-Seine        | UGC                                     | 16     | 3 627   | 2006                        |
| Pathé Plan-de-Campagne                            | Les Pennes-Mirabeau             | Bouches-du-Rhône      | Pathé Cinémas                           | 16     | 3 616   | 1997                        |
| UGC Ciné Cité SQY Ouest                           | Montigny-le-Bretonneux          | Yvelines              | UGC                                     | 16     | 3 612   | 2004                        |
| Pathé Carré Sénart                                | Sénart (Lieusaint)              | Seine-et-Marne        | Pathé Cinémas                           | 16     | 3 543   | 2002                        |
| Pathé Toulon - Avenue83                           | La Valette-du-Var               | Var                   | Pathé Cinémas                           | 16     | 3 250   | 2016                        |
| Mega CGR Torcy                                    | Marne-la-Vallée (Torcy)         | Seine-et-Marne        | CGR                                     | 16     | 3 177   | 2004                        |
| Pathé Villette                                    | Paris                           | Paris                 | Pathé Cinémas                           | 16     | 2 850   | 2016                        |
| Gaumont Disney Village                            | Marne-la-Vallée (Chessy)        | Seine-et-Marne        | Pathé Cinémas                           | 15     | 3 883   | 1997                        |
| Pathé Carré de Soie                               | Vaulx-en-Velin                  | Métropole de Lyon     | Pathé Cinémas                           | 15     | 3 670   | 2009                        |
| UGC Ciné Cité Rosny                               | Rosny-sous-Bois                 | Seine-Saint-Denis     | UGC                                     | 15     | 3 318   | 1997                        |
| Pathé Liévin                                      | Liévin                          | Pas-de-Calais         | Pathé Cinémas                           | 15     | 3 212   | Inconnu                     |
| Méga CGR Villenave d'Ornon                        | Villenave-d'Ornon               | Gironde               | CGR                                     | 15     | 3 200   | 1997                        |
| Méga CGR Lyon-Brignais                            | Brignais                        | Rhône                 | CGR                                     | 15     | 3 215   | Inconnu                     |
| Pathé Parnasse                                    | Paris                           | Paris                 | Pathé Cinémas                           | 12     | 2 995   | 1995                        |
| Méga CGR Toulouse-Blagnac                         | Blagnac                         | Haute-Garonne         | CGR                                     | 15     | 2 909   | Inconnu                     |
| Multiplexe Liberté                                | Brest                           | Finistère             | Pathé Cinémas                           | 15     | 2 744   | 2005                        |
| Ociné Dunkerque                                   | Dunkerque                       | Nord                  | Ociné (AMC jusque 2012)                 | 15     | 2 700   | 1999                        |
| Kinépolis Mulhouse                                | Mulhouse                        | Haut-Rhin             | Kinepolis                               | 14     | 4 612   | 1999                        |
| Kinépolis Saint-Julien-lès-Metz                   | Saint-Julien-lès-Metz           | Moselle               | Kinepolis                               | 14     | 4 014   | 1995                        |
| Pathé Quai d'Ivry                                 | Ivry-sur-Seine                  | Val-de-Marne          | Pathé Cinémas                           | 14     | 3 780   | 2002                        |
| UGC Ciné Cité Confluence                          | Lyon                            | Métropole de Lyon     | UGC                                     | 14     | 3 400   | 2012                        |
| UGC Ciné Cité Ludres                              | Nancy                           | Meurthe-et-Moselle    | UGC                                     | 14     | 3 000   | 1998                        |
| Pathé Belfort                                     | Belfort                         | Territoire de Belfort | Pathé Cinémas                           | 14     | 3 000   | 2002                        |
| Pathé Docks 76                                    | Rouen                           | Seine-Maritime        | Pathé Cinémas                           | 14     | 2 965   | 2009                        |
| UGC Ciné Cité Paris 19                            | Paris                           | Paris                 | UGC                                     | 14     | 2 802   | 2013                        |
| UGC Ciné Cité Internationale                      | Lyon                            | Métropole de Lyon     | UGC                                     | 14     | 2 800   | 1997                        |
| Pathé Vaise                                       | Lyon                            | Métropole de Lyon     | Pathé Cinémas                           | 14     | 2 800   | 2008                        |
| UGC Ciné Cité Cergy-le-Haut                       | Cergy                           | Val-d'Oise            | UGC                                     | 14     | 2 766   | 2001                        |
| UGC Ciné Cité Lille                               | Lille                           | Nord                  | UGC                                     | 14     | 2 725   | 1994                        |
| Mega Castillet                                    | Perpignan                       | Pyrénées-Orientales   | Ciné-movida                             | 14     | 2 624   | 2004                        |
| Pathé Cap Sud                                     | Avignon                         | Vaucluse              | Pathé Cinémas                           | 14     | 2 600   | 2013                        |
| Kinépolis Rouen                                   | Rouen                           | Seine-Maritime        | Kinepolis                               | 14     | 2 539   | 2015                        |
| Gaumont Aquaboulevard                             | Paris                           | Paris                 | Pathé Cinémas                           | 14     | 2 479   | 1998                        |
| Majestic Compiègne                                | Jaux                            | Oise                  | Majestic                                | 14     | 2 466   | 2002                        |
| Grand Écran Limoges Centre Ville                  | Limoges                         | Haute-Vienne          | Groupe Grand Écran                      | 14     | 2 252   | 1996                        |
| Grand Écran Limoges Ester                         | Limoges                         | Haute-Vienne          | Groupe Grand Écran                      | 14     | 2 225   | 2008                        |
| Pathé La Joliette                                 | Marseille                       | Bouches-du-Rhône      | Pathé Cinémas                           | 14     | 2 019   | 2019                        |
| Ciné Dôme                                         | Aubière                         | Puy-de-Dôme           | Pathé Cinémas (CinéAlpes jusqu'en 2019) | 14     | 2 195   | 2000                        |
| Gaumont Parc Millésime IMAX                       | Reims                           | Marne                 | Pathé Cinémas                           | 13     | 2 609   | 2000                        |
| Pathé Wilson                                      | Toulouse                        | Haute-Garonne         | Pathé Cinémas                           | 13     | 3 128   |                             |
| Pathé Rennes                                      | Rennes                          | Ille-et-Vilaine       | Pathé Cinémas                           | 13     | 2 410   | 2008                        |
| UGC Ciné Cité Bassins à flots                     | Bordeaux                        | Gironde               | UGC                                     | 13     | 2 394   | 2021                        |
| Megarama École-Valentin                           | Besançon                        | Doubs                 | Megarama                                | 13     | 2 024   | 1999                        |
| Pathé Échirolles                                  | Échirolles                      | Isère                 | Pathé Cinémas                           | 12     | 2 950   | 1997                        |
| Kinépolis Nîmes                                   | Nîmes                           | Gard                  | Kinepolis                               | 12     | 2 876   | 2000                        |
| UGC Ciné Cité Créteil                             | Créteil                         | Val-de-Marne          | UGC                                     | 12     | 2 866   | 2004                        |
| UGC Ciné Cité Villeneuve d'Ascq                   | Villeneuve-d'Ascq               | Nord                  | UGC                                     | 12     | 2 858   | 2009                        |
| Pathé Amiens                                      | Amiens                          | Somme                 | Pathé Cinémas                           | 12     | 2 666   | 2005                        |
| Pathé Conflans                                    | Conflans-Sainte-Honorine        | Yvelines              | Pathé Cinémas                           | 12     | 2 638   | 2001                        |
| Pathé Toulon - Grand Ciel                         | La Garde                        | Var                   | Pathé Cinémas                           | 12     | 2 607   | 1993                        |
| Méga CGR Bruay-la-Buissière                       | Bruay-la-Buissière              | Pas-de-Calais         | CGR                                     | 12     | 2 600   | Inconnu                     |
| Pathé Angers                                      | Angers                          | Maine-et-Loire        | Pathé Cinémas                           | 12     | 2 522   | 2000                        |
| Méga CGR Bourges                                  | Bourges                         | Cher                  | CGR                                     | 12     | 2 507   | Inconnu                     |
| Méga CGR Montpellier-Lattes                       | Lattes                          | Hérault               | CGR                                     | 12     | 2 504   | Inconnu                     |
| Méga CGR Cherbourg                                | Cherbourg                       | Manche                | CGR                                     | 12     | 2 500   | Inconnu                     |
| Méga CGR Bayonne-Tarnos                           | Tarnos                          | Landes                | CGR                                     | 12     | 2 500   | Inconnu                     |
| UGC Ciné Cité Mondeville                          | Caen                            | Calvados              | UGC                                     | 12     | 2 452   | 1998                        |
| Kinepolis Amnéville                               | Amnéville-les-Thermes           | Moselle               | Kinepolis                               | 12     | 2 448   | 2000                        |
| Méga CGR Epinay-sur-Seine                         | Épinay-sur-Seine                | Seine-Saint-Denis     | CGR                                     | 12     | 2 400   | Inconnu                     |
| Méga CGR Colmar                                   | Colmar                          | Haut-Rhin             | CGR                                     | 12     | 2 400   | Inconnu                     |
| Ciné Cap Vert                                     | Dijon (Quetigny)                | Côte-d'Or             | Pathé Cinémas                           | 12     | 2 400   | 1999                        |
| UGC Ciné Cité Atlantis                            | Saint-Herblain                  | Loire-Atlantique      | UGC                                     | 12     | 2 395   | 1996                        |
| Pathé Docks Vauban                                | Le Havre                        | Seine-Maritime        | Pathé Cinémas                           | 12     | 2 384   | 2009                        |
| Pathé Coquelles                                   | Calais                          | Nord-Pas-de-Calais    | Pathé Cinémas                           | 12     | 2 357   | 1995                        |
| Pathé Valence                                     | Valence                         | Drôme                 | Pathé Cinémas                           | 12     | 2 340   | 2000                        |
| Pathé Orléans-place de Loire                      | Orléans                         | Loiret                | Pathé Cinémas                           | 12     | 2 222   | 2003                        |
| Méga CGR Poitiers-Buxerolles                      | Buxerolles                      | Vienne                | CGR                                     | 12     | 2 159   | Inconnu                     |
| Pathé Aéroville                                   | Tremblay-en-France              | Seine-Saint-Denis     | Pathé Cinémas                           | 12     | 2 072   | 2013                        |
| Méga CGR Villeneuve-lès-Béziers                   | Villeneuve-lès-Béziers          | Hérault               | CGR                                     | 12     | 2 000   | Inconnu                     |
| Méga CGR "Le Français" Bordeaux                   | Bordeaux                        | Gironde               | CGR                                     | 12     | 1 848   | Inconnu                     |
| Méga CGR Saint-Saturnin                           | Le Mans                         | Sarthe                | CGR                                     | 12     | 2 077   | Inconnu                     |
| CGR Clermont-Ferrand Val-Arena                    | Clermont-Ferrand                | Puy-de-Dôme           | CGR                                     | 12     | 2 300   | 2017                        |
| Megarama Chalon-sur-Saône                         | Chalon-sur-Saône                | Saône-et-Loire        | Megarama                                | 12     | 2 000   | 2018                        |
| Kinepolis Bourgoin-Jallieu                        | Bourgoin-Jallieu                | Isère                 | Kinepolis                               | 12     | 1 995   | Inconnu                     |
| UGC Ciné Cité Porte Maillot                       | Paris                           | Paris                 | UGC                                     | 12     | 1 140   | 2022                        |
| Pathé Archamps                                    | Archamps                        | Haute-Savoie          | Pathé Cinémas                           | 11     | 2 679   | 1997                        |
| Cap Ciné Blois                                    | Blois                           | Loir-et-Cher          | Cap Cinéma                              | 11     | 2 152   | 2000                        |
| Pathé Mâcon                                       | Mâcon                           | Saône-et-Loire        | Pathé Cinémas                           | 11     | 2 100   | 2013                        |
| Méga CGR Tarbes                                   | Tarbes                          | Hautes-Pyrénées       | CGR                                     | 11     | 2 001   | 2010                        |
| Opéraims                                          | Reims                           | Marne                 | Cinémas Reims                           | 11     | 1 600   | 2019                        |
| Pathé Le Mans                                     | Le Mans                         | Sarthe                | Pathé Cinémas                           | 11     | 1 807   | 2014                        |
| Méga CGR Angoulême                                | Angoulême                       | Charente              | CGR                                     | 11     | 1 852   | Inconnu                     |
| UGC George V                                      | Paris                           | Paris                 | UGC                                     | 11     | 1 666   | 1938                        |
| CGR Saint Quentin                                 | Saint-Quentin                   | Aisne                 | CGR                                     | 11     | 1 930   | Inconnu                     |
| Pathé Grenoble-Chavant                            | Grenoble                        | Isère                 | Pathé Cinémas                           | 10     | 2 950   | 2001                        |
| Kinépolis Thionville                              | Thionville                      | Moselle               | Kinepolis                               | 10     | 2 930   | 1999                        |
| Kinépolis Nancy                                   | Nancy                           | Meurthe-et-Moselle    | Kinepolis                               | 10     | 2 842   | 2005                        |
| Pathé Saran                                       | Saran                           | Loiret                | Pathé Cinémas                           | 10     | 2 363   | 2009                        |
| Pathé Bellecour                                   | Lyon                            | Métropole de Lyon     | Pathé Cinémas                           | 10     | 2 120   | 1933                        |
| Pathé Dammarie                                    | Dammarie-les-Lys                | Seine-et-Marne        | Pathé Cinémas                           | 10     | 2 109   | 2009                        |
| Megarama Saint-Étienne Jean Jaurès                | Saint-Étienne                   | Loire                 | Megarama                                | 10     | 2 000   | 2021                        |
| Megarama Lumina Audincourt                        | Audincourt                      | Doubs                 | Megarama                                | 10     | 2 000   |                             |
| Majestic Douai                                    | Douai                           | Nord                  | Majestic                                | 10     | 2 000   | 2000                        |
| CGR Agora d'Évry 2                                | Évry-Courcouronnes              | Essonne               | CGR                                     | 10     | 1 991   | Inconnu                     |
| Pathé Évreux                                      | Évreux                          | Eure                  | Pathé Cinémas                           | 10     | 1 961   | 2001                        |
| Espace Lumière Vesoul                             | Vesoul                          | Haute-Saône           | Majestic                                | 10     | 1 900   | Inconnu                     |
| Pathé Beaugrenelle                                | Paris                           | Paris                 | Pathé Cinémas                           | 10     | 1 898   | 2013                        |
| Pathé Annecy                                      | Annecy                          | Haute-Savoie          | Pathé Cinémas                           | 10     | 1 883   | 2001                        |
| Ciné Mazarin                                      | Nevers                          | Nièvre                | Pathé Cinémas                           | 10     | 1 866   | 1985 (ancien) 2012 (actuel) |
| CGR Montauban                                     | Montauban                       | Tarn-et-Garonne       | CGR                                     | 10     | 1 960   | 2007                        |
| Kinépolis Les Promenades de Brétigny              | Brétigny-sur-Orge               | Essonne               | Kinepolis                               | 10     | 1 807   | 2018                        |
| Pathé Caen                                        | Caen                            | Calvados              | Pathé Cinémas                           | 10     | 1 787   | 2013                        |
| UGC Ciné Cité Noisy-le-Grand                      | Marne-la-Vallée(Noisy-le-Grand) | Seine-Saint-Denis     | UGC                                     | 10     | 1 778   | 1998                        |
| Pathé Chambéry-Les Halles                         | Chambéry                        | Savoie                | Pathé Cinémas                           | 10     | 1 722   | 2012                        |
| Megarama Chavanelle                               | Saint-Étienne                   | Loire                 | Megarama                                | 10     | 1 620   | Inconnu                     |
| CGR Agen                                          | Agen                            | Lot-et-Garonne        | CGR                                     | 10     | 1 600   | 2014                        |
| CGR Rodez                                         | Rodez                           | Aveyron               | CGR                                     | 10     | 1 580   | 2013                        |
| CGR Périgueux                                     | Périgueux                       | Dordogne              | CGR                                     | 10     | 1 866   | Inconnu                     |
| Cinéstar Guadeloupe                               | Les Abymes                      | Guadeloupe            | Caribbean Cinemas                       | 10     | 600     | 2017                        |
| Madiana Martinique Cinéma                         | Schoelcher                      | Martinique            | Ciné Elizé                              | 10     | 2 250   | 1998                        |
| CGR My Place                                      | Sarcelles                       | Val-d'Oise            | CGR                                     | 10     | 1 823   | 2017                        |
| CGR Nîmes                                         | Nîmes                           | Gard                  | CGR                                     | 10     | 1 650   | 2017                        |
| Cinéma Olympia Dijon                              | Dijon                           | Côte-d'Or             | Groupe MJM                              | 10     | 1 578   | 2007                        |
| Grand Écran La Teste-de-Buch                      | La Teste-de-Buch                | Gironde               | Groupe Grand Écran                      | 10     | 1 300   | 1998                        |
| Le Grand Palais                                   | Roanne                          | Loire                 | Philippe Baud                           | 9      | 1 900   | 2007                        |
| L'Amphi                                           | Bourg-en-Bresse                 | Ain                   | Famille Bernard                         | 9      | 1 887   | 2008                        |
| Pathé Massy                                       | Massy                           | Essonne               | Pathé Cinémas                           | 9      | 1 844   | 2017                        |
| CGR Carcassonne                                   | Carcassonne                     | Aude                  | CGR                                     | 9      | 1 780   | Inconnu                     |
| Pathé Tours                                       | Tours                           | Indre-et-Loire        | Pathé Cinémas                           | 9      | 1 857   | 2018                        |
| Méga CGR Chalons-en-Champagne                     | Chalons-en-Champagne            | Marne                 | CGR                                     | 9      | 1 613   | Inconnu                     |
| Méga CGR Brive-la-Gaillarde                       | Brive-la-Gaillarde              | Corrèze               | CGR                                     | 9      | 1 500   | Inconnu                     |
| Gaumont Saint-Denis                               | Saint-Denis                     | Seine-Saint-Denis     | Pathé Cinémas                           | 9      | 1 497   | 1998                        |
| Pathé Nice Gare du Sud                            | Nice                            | Alpes-Maritimes       | Pathé Cinémas                           | 9      | 1 493   | 2018                        |
| CinéMoViking                                      | Saint-Lô                        | Manche                | Ciné-Movida                             | 9      | 1 400   | Inconnu                     |
| UGC Toulouse                                      | Toulouse                        | Haute-Garonne         | UGC                                     | 9      | 1 400   | Inconnu                     |
| Pathé Dijon Cité Internationale de la Gastronomie | Dijon                           | Côte d'Or             | Pathé Cinémas                           | 9      | 1 200   | 2022                        |
| Grand Écran Bergerac                              | Bergerac                        | Dordogne              | Groupe Grand Écran                      | 9      | Inconnu | 1994                        |
| Kinepolis Servon Eden                             | Servon                          | Seine-et-Marne        | Kinepolis                               | 9      | 1 198   | 2019                        |
| Méga CGR Auxerre Casino                           | Auxerre                         | Yonne                 | CGR                                     | 8      | 1 592   | Inconnu                     |
| Pathé Levallois                                   | Levallois-Perret                | Hauts-de-Seine        | Pathé Cinémas                           | 8      | 1 544   | 2015                        |
| CGR Albi Cordeliers                               | Albi                            | Tarn                  | CGR                                     | 8      | 1 530   | 2013                        |
| Megarama Beaux-Arts                               | Besançon                        | Doubs                 | Megarama                                | 8      | 1 331   | 2003                        |
| Ciné Planet Alès                                  | Alès                            | Gard                  | Groupe Combret                          | 8      | 1 308   | 2015                        |
| Gaumont Comédie                                   | Montpellier                     | Hérault               | Pathé Cinémas                           | 8      | 1 113   | 2000                        |
| CGR Châteauroux                                   | Châteauroux                     | Indre                 | CGR                                     | 8      | 1 058   | Inconnu                     |
| Grand Écran Bordeaux -Sainte-Eulalie              | Sainte-Eulalie                  | Gironde               | Groupe Grand Écran                      | 8      | Inconnu | inconnu                     |

La France compte de nombreux autres multiplexes, arrivés au début des années 1990, et qui totalisent désormais 60 % des entrées.

### République tchèque
| Nom              | Lieu             | Exploitant              | Écrans | Sièges | Date d'ouverture |
| ---------------- | ---------------- | ----------------------- | ------ | ------ | ---------------- |
| Anděl City       | Prague           | Village cinemas         | 14     | 2 273  | 2002             |
| Nový Smíchov     | Prague           | Palace cinemas          | 12     | 2 702  | 2001             |
| Olympia          | Brno             | Palace cinemas          | 10     | 2 287  | 1999             |
| Metropole Zličín | Prague           | Cinema city             | 10     | 1 841  | 2002             |
| Slovanský dům    | Prague           | Palace cinemas          | 10     | 1 839  | 1999             |
| Nová Galaxie     | Prague           | Cinema city             | 9      | 1 125  | 2001             |
| CineStar         | České Budějovice | Cinestar SRO Tschechien | 8      | 1 392  | 2002             |
| CineStar         | Hradec Králové   | Cinestar SRO Tschechien | 8      | 1 574  | 2001             |
| CineStar         | Ostrava          | Cinestar SRO Tschechien | 8      | 1 992  | 2001             |
| Černý Most       | Prague           | Village cinemas         | 8      | 1 905  | 2000             |
| Flora            | Prague           | Cinema city             | 8      | 1 740  | 2003             |
| Letňany          | Prague           | Palace cinemas          | 8      | 2 131  | 2002             |
| Park Hostivař    | Prague           | Palace cinemas          | 8      | 1 852  | 2000             |
| Plzen Plaza      | Plzen            | Cinéma City             | 10     | 1 720  | 2008             |

### Suisse
| Nom                | Lieu           | Exploitant        | Écrans | Sièges | Date d'ouverture |
| ------------------ | -------------- | ----------------- | ------ | ------ | ---------------- |
| Pathé Balexert     | Genève         | Pathé Romandie    | 13     | 2 909  | 1999             |
| Abaton (Cinemax)   | Zürich         | Kitag Zürich      | 12     | 2 284  | 1993             |
| Pathé Westside     | Bern           | Pathé             | 11     | 2 400  | 2008             |
| Pathé Dietlikon    | Dietlikon ZH   | Pathé Dietlikon   | 10     | 2 309  | 2004             |
| Arena Filmcity     | Zürich         | Stöckli Holding   | 9      | 2 023  | 2007             |
| Cinedome Abtwil    | Abtwil SG      | Kitag St. Gallen  | 8      | 1 876  | 2003             |
| Maxx Emmenbrücke   | Emmenbrücke LU | Kitag Luzern      | 8      | 2 206  | 2000             |
| Pathé Les Galeries | Lausanne       | Pathé Romandie    | 8      | 1 078  | 1997             |
| Kinepolis          | Schaffhausen   | Kinepolis Schweiz | 8      | 1 540  | 2000             |
| Pathé Flon         | Lausanne       | Pathé Romandie    | 7      | 1 974  | 2003             |

## Liste des plus gros multiplexes en Asie

### Corée du Sud
- CJ CGV
- Lotte Cinema
- Megabox

### Inde
- City Pulse
- BIG Cinemas
- CineMAX
- Fun Cinemas
- PVR Cinemas ou PVR (Priya Village Roadshow)
- SRS Cinemas
- Sathyam Cinemas
- Wave Cinemas

### Japon
- Holidays Square
- Toho Cinema
- MOVIX
- United Cinema
- Corona Cinema Wild
- 109 Cinemas
- Cinema Sunshine
- T-Joy
- Ion Cinema

### Thailande
- Major Cineplex

## Multiplexes d'Afrique
Maroc
| Nom               | Lieu                     | Exploitant        | Écrans | Sièges      | Date d'ouverture |
| ----------------- | ------------------------ | ----------------- | ------ | ----------- | ---------------- |
| Megarama Megarama | Fez Marrakech Casablanca | Megarama Megarama | 3 9 14 | 1 350 3 600 | 2006 2002        |

Tunisie
| Nom                  | Lieu         | Exploitant | Écrans | Sièges | Date d'ouverture |
| -------------------- | ------------ | ---------- | ------ | ------ | ---------------- |
| Pathé Tunis City     | Ariana       | Pathé      | 8      | 1 585  | 2018             |
| Pathé Mall of Sousse | Kalaa Kebira | Pathé      | 6      | 1 250  | 2019             |
| Pathé Azur City      | Rades        | Pathé      | 6      | 1 100  | 2019             |

## Multiplexes d'Amérique

### États-Unis
Le multiplexe AMC Ontario Mills 30 compte 30 salles. C'est le plus grand multiplexe du monde.